# Лик (компьютер)
ЛИК (сокращение от ЛИчный Компьютер) — 8-разрядный советский домашний персональный компьютер на базе процессора КР580ВМ80А (клон Intel 8080), промышленный аналог любительского домашнего компьютера Специалист. Разработан и выпускался на черновицком производственном объединении «Электронмаш» c 1989 года.

## Описание
Домашний компьютер ЛИК позиционировался разработчиками сначала как бытовое электронно-вычислительное устройство, а впоследствии как радиоконструктор, позволявший радиолюбителям самостоятельно производить расширение его ПЗУ.
Поставлялся ЛИК с BIOS Монитор-1М, интерпретатором языка BASIC (располагались в ПЗУ или на аудио кассете в зависимости от версии) и пакетом системных и игровых программ (располагались на аудио кассете). Существовало 3 версии домашнего компьютера ЛИК:
- ЛИК-02 — с ПЗУ объёмом 2 КБ, в которой находился только загрузчик управляющей программы Монитор-1М, которая располагалась на аудио-кассете; ЛИК-02 стоил 398 руб.;
- ЛИК-03 — с ПЗУ объёмом 6 КБ, в котором была записана управляющая программа Монитор-1М; ЛИК-03 стоил 458 руб.;
- ЛИК-04 — с ПЗУ объёмом 12 КБ, в котором были записаны управляющая программа Монитор-1М и интерпретатор языка BASIC; ЛИК-04 стоил 543 руб.

Программы, записанные на аудио кассету, поставляемую с компьютером ЛИК:
- Монитор-1М,
- Basic-ЛИК,
- Микрон — текстовый редактор, ассемблер;
- Шахматы,
- Реверси,
- Питон,
- Подводная атака.

Благодаря БИС К-580-совместимости на ЛИКе производитель гарантировал запуск программ, написанных для домашних компьютеров Радио-86КР, Микро-80, «Специалист» и других, построенных на базе процессора КР580ВМ80А.
Несмотря на то, что ЛИК был аналогом любительского компьютера «Специалист», он имел ряд существенных отличий от последнего:
- различия в элементной базе,
- собственная управляющая программа Монитор-1М,
- собственный формат записи на магнитную ленту (плотность записи 32 бт/мм),
- собственный вариант раскладки клавиатуры,
- мембранная клавиатура,
- собственный дизайн пластикового корпуса.

```
Дополнение: приведённый здесь список не подходит по термин "существенные отличия". Применение в качестве памяти микросхем К565РУ6 вместо К565РУ3 не может быть растолковано как изменение схемотехники Специалиста. Переделанное ПО (выше указано: Монитор-1М) не может служить улучшением ПК, а является скорее всего уходом от совместимости от Специалиста. Правильнее написать: ЛИК является клоном Специалиста.
```